# Periclina cervinoides
Periclina cervinoides är en fjärilsart som beskrevs av William Schaus 1911. Periclina cervinoides ingår i släktet Periclina och familjen mätare. Inga underarter finns listade i Catalogue of Life.